# Prosoplus minimus
Prosoplus minimus là một loài bọ cánh cứng trong họ Cerambycidae.